# Eopyrenula
Eopyrenula R.C. Harris  (oczatka) – rodzaj grzybów z typu workowców (Ascomycetes) o bliżej nieokreślonej przynależności (incertae sedis). Ze względu na współżycie z glonami zaliczany jest do grupy porostów. W Polsce występuje jeden gatunek.

## Systematyka i nazewnictwo
Pozycja w klasyfikacji według Index Fungorum: Incertae sedis, Incertae sedis, Incertae sedis, Incertae sedis, Pezizomycotina, Ascomycota, Fungi.
Nazwa polska według W. Fałtynowicza.

## Gatunki
- Eopyrenula avellanae Coppins 1992
- Eopyrenula grandicula Coppins 1992
- Eopyrenula leucoplaca (Wallr.) R.C. Harris 1973 – oczatka wyblakła
- Eopyrenula septemseptata Coppins 1992

Nazwy naukowe na podstawie Index Fungorum. Uwzględniono tylko taksony zweryfikowane. Nazwy polskie według W. Fałtynowicza.